# Kallithea (Ahaia)
Kallithea  este un oraș în Grecia în Prefectura Ahaia.